# Isochariesthes epupaensis
Isochariesthes epupaensis es una especie de escarabajo longicornio del género Isochariesthes, tribu Tragocephalini, subfamilia Lamiinae. Fue descrita científicamente por Adlbauer en 2002.
Se distribuye por Namibia. Mide aproximadamente 10,5 milímetros de longitud. El período de vuelo ocurre en el mes de enero.